# Nidalia alciformis
Nidalia alciformis är en korallart som först beskrevs av Simpson 1907.  Nidalia alciformis ingår i släktet Nidalia och familjen Nidaliidae. Inga underarter finns listade i Catalogue of Life.